# Gualmatán (ort)
Gualmatán är en ort i Colombia.   Den ligger i departementet Nariño, i den sydvästra delen av landet, 600 km sydväst om huvudstaden Bogotá. Gualmatán ligger 2 917 meter över havet och antalet invånare är 2 510.
Terrängen runt Gualmatán är huvudsakligen kuperad, men österut är den bergig. Runt Gualmatán är det ganska tätbefolkat, med 54 invånare per kvadratkilometer. Närmaste större samhälle är Ipiales, 13,5 km sydväst om Gualmatán. Omgivningarna runt Gualmatán är en mosaik av jordbruksmark och naturlig växtlighet.